# Hanspaulka (zámeček)
Hanspaulka je obdélný barokní zámeček typu maison de plaisance, bývalá zemědělská usedlost, v pražské čtvrti Dejvice na adrese Šárecká 15/29. Společně se zahradou je chráněn jako kulturní památka České republiky. V současné době zde sídlí Institut Václava Klause.

## Historie
Vinice na místě dnešního zámečku vznikaly již na začátku 16. století. V oblasti této vinice již v té době stála velká usedlost, kterou nechal zbudovat Jiří z Lobkovic, nejvyšší hofmistr Království českého roku 1584. Spojením několika vinic vytvořil Kryštof Disquasát Vlach vinici Disquasátku (resp. Diskaciátku); vlastnil ji do konce 16. století. a postavil na nich zámeček, kam rád jezdil i Rudolf II.
Po Disquasátovi se vystřídalo několik majitelů, až koncem 17. století koupil tyto vinice i letohrádek metropolitní kanovník od svatého Víta Josef Majer, který zámek zvětšil a pozměnil. V roce 1696 spojil koupí čtyři vinice – Disquasátku, Dyrinku, Chodovskou a Toulku a v roce 1719 k nim výměnou ještě připojil vinici Slavíkovskou, kterou získal výměnou za vinici Krocínku. V roce 1696 zde již také byl viničný lis. Celý pozemek nechal ohradit vysokou zdí, víno se však pěstovalo i tehdy jen na části pozemku usedlosti. Zbytky tohoto ohrazení jsou vidět dodnes pod zámečkem u Šárecké ulice. V roce 1718 daroval kanovník tento majetek za věrné služby vrchnímu kontrolorovi při úřadě zemského výboru a císařskému radovi Janu Pavlovi Hippmannovi, který je ale užívat mohl až po smrti Majera v roce 1733.
Jan Paul Hippmann nechal na místech původní vinice Diskaciátky postavit nový velký obytný dům – pozdně barokní zámeček. Podle německé podoby křestních jmen majitele panství – Hans Paulovi začali lidé říkat této usedlosti Hanspaulka a toto jméno časem nahradilo původní název Viniční hory a později bylo převzato i pro pojmenování celé vilové čtvrti Hanspaulka. Hippmann nechal u nového stavení rozšířit ovocný sad a přikoupil i kus proboštského pozemku u dolní brány usedlosti. Rozkvět hospodářství narušily války o rakouské dědictví v letech 1740–1748 a tím bylo prakticky ukončeno pěstování vína na této usedlosti – v roce 1755 už zabírala vinice jen 0,5 ha, zbytek byly pole a louky. Asi v roce 1745 byla usedlost Hanspaulka kvůli válečným škodám přebudována a získala prakticky dnešní podobu. Po Hippmannově smrti v roce 1757 zdědili usedlost s pozemky jeho tři synové, správy se ujal nejstarší syn František Karel, úředník solní pokladny.

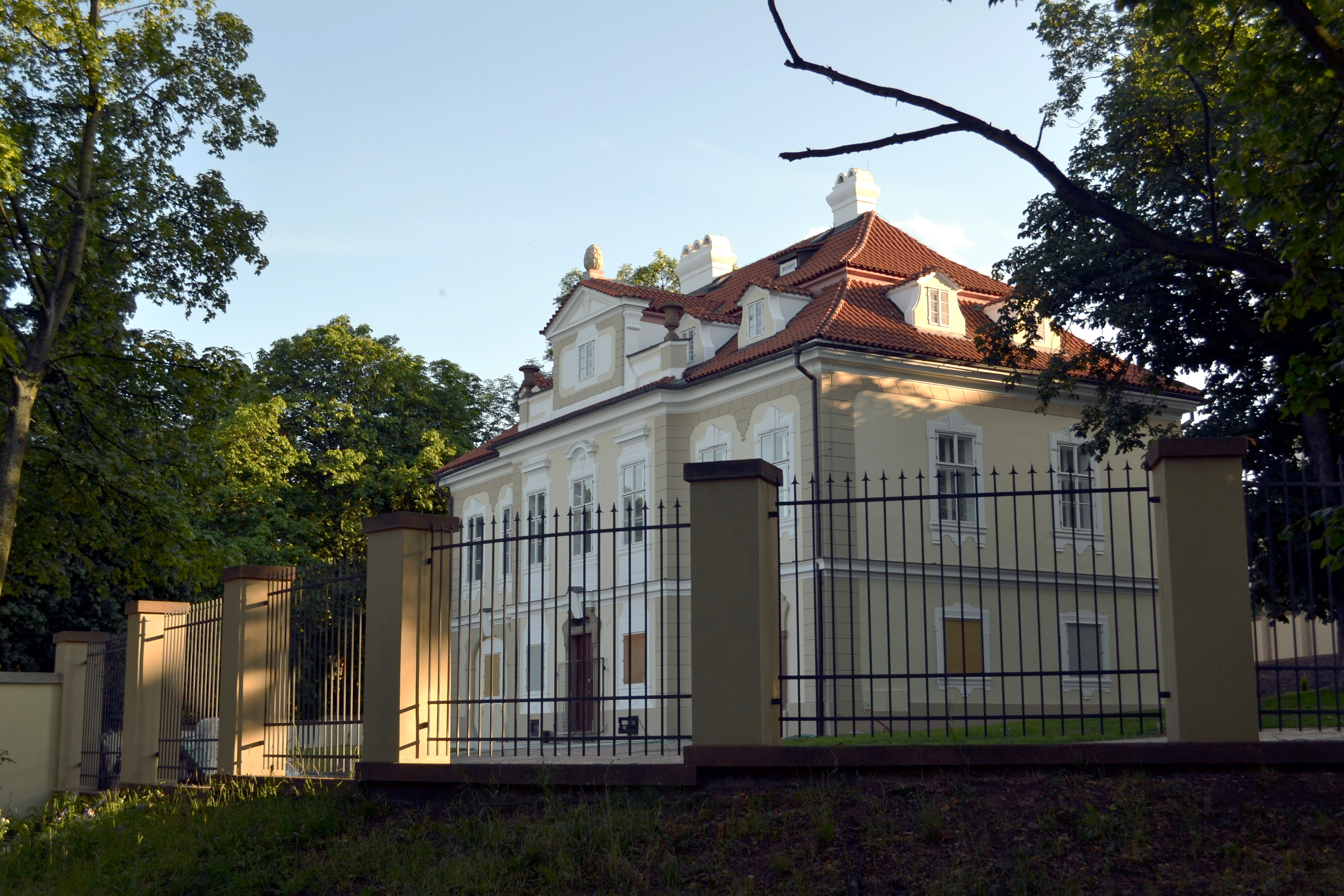
Zámeček Hanspaulka

Po smrti Františka Karla v roce 1764 prodali mladší synové s manželkou Jana Pavla v roce 1766 usedlost Josefu Janu Horákovi, pražskému metropolitnímu kanovníku. V té době již usedlost sloužila především jako letní sídlo k relaxaci majitelů. Josef Horák ji opět prodal v roce 1788 a poté se vlastníci poměrně často střídali, většinou se jednalo o pražské měšťany. V roce 1840 činila výměra usedlosti 34 jiter (cca 20 ha) a zahrnovala pole, pastviny, zahrady, vinice, chmelnice, rybníček a cesty. V roce 1856 koupil i usedlost Karel Freiesleben s manželkou Kateřinou za 27 400 zlatých. Od 20. letech 19. století vlastnil Hanspaulku J. Želnický a zámeček nechal v 50. letech 19. století přestavit na vilu. V roce 1886 zakoupil usedlost v konkurzu probošt Adolf Würfel pro svatovítskou kapitulu a od té doby ji kapitula pronajímala. Od roku 1912 byl nájemcem také Josef Antonín Jíra, který zde bydlel s rodinou, a také zde vystavoval své vlastní archeologické sbírky.
V roce 1922 byla vytvořena velká Praha a zámeček koupilo město. V letech 1927–1930 byl zámeček restaurován a zároveň však byly postupně zbořeny všechny hospodářské budovy. Prakticky veškeré pozemky původní zemědělské usedlosti byly v rámci výstavby nové čtvrti Hanspaulka přeměněny na stavební pozemky. Letohrádek poté sloužil jako sídlo Archeologického muzea schraňujícího především sbírky archeologa pražské oblasti J. A. Jíry. Během druhé světové války se z muzea stalo Markomannen Museum pod německou správou. Po roce 1948 byla budova převedena na československý stát, Praze byla vrácena na začátku 90. let 20. století.
Po konci druhé světové války odevzdala Společnost pro zachování a rozmnožení sbírek J. A. Jíry, starající se o exponáty tuto sbírku městu Praze. Sbírka fungovala jako veřejně přístupná v zámečku do roku 1975. Poté byla z důvodu nedostatečného prostoru změněna na depozitář a archeologické pracoviště. Od roku 1958 je budova památkově chráněna. V roce 1995 byl depozitář přesunut do nové budovy ve Stodůlkách. V roce 1996 jej město prodalo za 22 mil. Kč firmě Home, V roce 2013 byl jejím majitelem miliardář Jaroslav Čadek.
Od roku 2013 zde sídlí Institut Václava Klause.

## Popis budovy
Budova zachovává pozdně barokní vzhled z 18. století, až na to, že po první světové válce byly v okolí zbořeny všechny původní hospodářské budovy. Má mansardovou střechu, hlavní průčelí je zdůrazněno rizalitem zakončeným štítem s šiškou z pískovce na vrcholu. Před budovou je terasa, která bývala okrasnou zahradou. Z terasy vedou schody dolů do veřejného parku. Během začátku 20. let 21. století byla budova kompletně opravena včetně nových fasád, okolí budovy včetně terasy bylo znepřístupněno veřejnosti. Na terase je zastřešená studna se zdobenou klecí stojící na kamenné šestiboké základně.

## Další součásti původního panství Hanspaulka
Podoba panství Hanspaulka před vilovou výstavbou je dost podrobně popsána ve Věstníku Klubu Za starou Prahu, včetně fotografické dokumentace a schematických mapek. Na území usedlosti byly mimo jiné:
- Původní hlavní vjezd – na východ od zámečku (brána dodnes zachována, i když v pozměněné podobě) u Šárecké ulice, 50°6′22,91″ s. š., 14°22′46,51″ v. d.
- Nový hlavní vjezd – v dnešní křižovatce ulic Šárecká a Na Hanspaulce, 50°6′17,79″ s. š., 14°22′49,52″ v. d.
- Zahradní domek – původní hájovna – dnes domek u sokolovny, Na Hanspaulce 166/2, 50°6′17,76″ s. š., 14°22′40,28″ v. d.
- Květnice (libosad) v dnešním travnatém pruhu mezi oběma směry ulice Na Hanspaulce u sokolovny, s třemi zděnými kruhovými bazénky, kterými protékal potok z rybníka na Karasovském náměstíčku, dochován památný dub letní (výsadba kolem roku 1845),50°6′16,9″ s. š., 14°22′39,61″ v. d.
- Jižní lesík/háj se Zednářským pavilonem – v místech zahrady domu Na viničních horách 1164/3, 50°6′12,82″ s. š., 14°22′49,33″ v. d.
- Rybník – v oblasti parku u Karasovské ulice – rybník nejprve utrpěl při výstavbě kanalizace – ztratil zdroje vody a také byl při výstavbě používán jako skládka, až byl v letech 1927–1929 zasypán, 50°6′20,2″ s. š., 14°22′28,42″ v. d.
- Severní hájek s čihadlem – u dnešní ulice Na čihadle, 50°6′27,23″ s. š., 14°22′37,24″ v. d.